# Гестиея Александрийская
Гестиея Александрийская, также известная как Гестиея, — древнегреческая учёная, написавшая трактат об «Илиаде» Гомера, в котором исследовала вопрос о том, велась ли Троянская война недалеко от города, который тогда назывался Илион. Её позиция нашла поддержку в труде Деметрия Скепсийского. Ни одна из работ Гестиеи не сохранилась.

## Биография
Гестиея, предположительно, жила в древнегреческом городе Александрия Троадская, располагавшемся на берегу Эгейского моря на территории современной Турции, или в Александрии в Египте.
Гестиея выдвинула гипотезу о том, что равнина, лежащая между Илионом и Средиземным морем, являлась сравнительно недавним геологическим образованием. Таким образом, она подвергла сомнению гомеровское представление о том, что эта равнина служила полем сражения во время Троянской войны. Её вывод повлиял на позицию Деметрия Скепсийского, в своей работе сославшегося на неё как на источник. По словам исследователя наследия Гомера Дж. В. Люса, написавшего в своей книге Celebrating Homer’s Landscapes: Troy and Ithaca Revisited, ни Гестия, ни Деметрий не согласились бы с мнением жителей Илиона о том, что их город находится на месте легендарной Трои.
Страбон упоминает Гестиею в своей «Географии»:
Деметрий приводит свидетельство Гестиеи из Александрии, которая написала сочинение об „Илиаде“ Гомера и исследовала вопрос о том, происходила ли война около современного города Илиона и Троянской равнины, которую поэт помещает между городом и морем; ведь, по её словам, равнина, которая видна теперь перед современным городом, является позднейшим наносом рек.
В средневековых комментариях к «Илиаде» Гомера и «Трудам и дням» Гесиода её также цитировали как одно из нескольких объяснений поэтического эпитета «золотая Афродита»: «Грамматик Гестиея говорит, что равнина, на которой стоит храм Афродиты, называется Золотой: вот почему это „храм Золотой Афродиты“».
Кроме этих трёх коротких отсылок от трактата Гестиеи об «Илиаде» ничего не сохранилось.

## В популярной культуре
Гестиея — одна из 1038 женщин, представленных в художественной композиции Джуди Чикаго «Званый ужин», где она включена в «Этаж наследия».